# جيسيكا بيمنتل
جيسيكا بيمنتل (بالإنجليزية: Jessica Pimentel)‏ هي موسيقية وممثلة أمريكية، ولدت في 20 سبتمبر 1982 في بروكلين في الولايات المتحدة.

## وصلات خارجية
- جيسيكا بيمنتل على موقع IMDb (الإنجليزية)
- جيسيكا بيمنتل على موقع ميوزك برينز (الإنجليزية)
- جيسيكا بيمنتل على موقع ديسكوغز (الإنجليزية)
- جيسيكا بيمنتل على موقع قاعدة بيانات الفيلم (الإنجليزية)